# Фуничелло, Аннетт
Анне́тт Джоа́нн Фуниче́лло (англ. Annette Joanne Funicello; 22 октября 1942, Ютика, Нью-Йорк, США — 8 апреля 2013, Бейкерсфилд, Калифорния, США) — американская актриса, сценарист, кинопродюсер и певица. Сыграла, написала сценарий и спродюсировала 35 фильмов и телесериалов, а в 1993 году получила «звезду» на голливудской «Аллее славы» за вклад в кинематограф.

## Биография
Аннетт Джоанн Фуничелло родилась в Ютике (штат Нью-Йорк, США) в семье итальянского происхождения Джозефа Фуничелло (1916—2009) и Вирджинии Джинн Фуничелло (в девичестве Албано; 1921—2007). У Аннетт было два брата — Джоуи Фуничелло и Майкл Фуничелло. Когда Фуничелло было 4 года, её семья переехала в Южную Калифорнию.

## Личная жизнь
В 1965—1983 года Аннетт была замужем за кастинг-директором Джеком Гиларди (род. 1930). В этом браке Фуничелло родила троих детей: дочь Джину Гиларди (род. 17.10.1965) и двух сыновей — Джека С. Гиларди-младшего (род. 10.02.1970) и Джейсона Майкла Гиларди (род. 21.10.1974).
В 1986—2013 года (до своей смерти) Аннетт была замужем за тренером по верховой езде Гленом Холтом.

## Болезнь и смерть
В начале 1987 года Аннетт начала страдать от приступов головокружения, но она скрывала своё пошатнувшееся здоровье от семьи и друзей. В 1992 году Фуничелло объявила, что она страдает рассеянным склерозом. В 2004 году она перестала ходить, в 2009 году говорить, а 8 апреля 2013 года скончалась на 71-м году жизни.

## Избранная фильмография
| Год       |    | Русское название               | Оригинальное название               | Роль                         |
| --------- | -- | ------------------------------ | ----------------------------------- | ---------------------------- |
| 1959      | ф  | Лохматый пёс                   | The Shaggy Dog                      | Эллисон Д’Алессио            |
| 1961      | ф  | Малыши в стране игрушек        | Babes in Toyland                    | Мэри                         |
| 1963      | ф  | Пляжная вечеринка              | Beach Party                         | Долорес                      |
| 1964      | ф  | Злоключения Мерлина Джонса     | The Misadventures of Merlin Jones   | Дженнифер                    |
| 1964      | ф  | Мускулы на пляже               | Muscle Beach Party                  | Ди Ди                        |
| 1964      | ф  | Пляж бикини                    | Bikini Beach                        | Ди Ди                        |
| 1964      | ф  | Пижамная вечеринка             | Pajama Party                        | Конни                        |
| 1965      | ф  | Пляжные игры                   | Beach Blanket Bingo                 | Ди Ди                        |
| 1965      | ф  | Обезьяний дядюшка              | The Monkey’s Uncle                  | Дженнифер                    |
| 1965      | ф  | Веселье на лыжах               | Ski Party                           | профессор Соня Робертс       |
| 1965      | ф  | Как справиться с диким бикини  | How to Stuff a Wild Bikini          | Ди Ди                        |
| 1965      | ф  | Доктор Голдфут и бикини-машина | Dr. Goldfoot and the Bikini Machine | девушка в подземелье         |
| 1966      | ф  | Поворотный пункт               | Fireball 500                        | Джейн Харрис                 |
| 1967      | ф  | Грозовая аллея                 | Thunder Alley                       | Фрэнси Мэдсен                |
| 1968      | ф  | Голова                         | Head                                | Минни                        |
| 1978—1982 | с  | Лодка любви                    | The Love Boat                       | Кейт Лэдолл / оберта Робертс |
| 1985      | тф | Полоса везения                 | Lots of Luck                        | Джули Марис                  |
| 1987      | ф  | Обратно на пляж                | Back to the Beach                   | Аннетт                       |